# Peter Gomes
Peter John Gomes (* 22. Mai 1942 in Boston, Massachusetts; † 28. Februar 2011) war ein amerikanischer Theologe, Hochschullehrer an der Harvard Divinity School der Harvard University und Autor.

## Werdegang
Gomes graduierte 1965 am Bates College und 1968 an der Harvard Divinity School. Er war an der University of Cambridge und dort zuletzt am Emmanuel College tätig, wo die „Gomes Lectureship“ für ihn eingerichtet wurde.
Als baptistischer Prediger wurde Gomes ordiniert in der First Baptist Church von Plymouth, Massachusetts. Gomes galt als anerkannter Experte in den frühen amerikanischen Religionen. Seit 1970 war er in der Memorial Church of Harvard University tätig. Gomes war außerdem Kurator des Bates College. Er galt als ein ausgezeichneter Geistlicher und hielt Predigten sowohl in den Vereinigten Staaten als auch im Vereinigten Königreich. 1998 wurde er zum Clergy of the Year von Religion and American Life gewählt. Gomes veröffentlichte mehrere Bücher. Unter anderem schrieb er die Werke The Good Book: Reading the Bible with Mind and Heart and Sermons und The Book of Wisdom for Daily Living, die im Verlag William Morrow & Company publiziert wurden. The Good Book wurde 1997 mit dem Lambda Literary Award ausgezeichnet. Zudem schrieb Gomes mehrere Artikel und zehn Werke mit Predigten.
1991 überraschte Gomes viele Menschen, als er sein Coming-out hatte. Seit dieser Zeit wurde er ein Verfechter für mehr Akzeptanz von Homosexualität in der amerikanischen Gesellschaft. Gomes erklärte, dass er zölibatär lebe. Zeit seines Lebens war Gomes politisch Mitglied der Republikaner und unterstützte die Präsidenten Ronald Reagan und George Bush. Im August 2006 jedoch wechselte er die Partei und wurde Mitglied der Demokraten, um deren Kandidaten Deval Patrick zu unterstützen, der in diesem Jahr der erste afroamerikanische Gouverneur in Massachusetts wurde.

## Werke (Auswahl)
- The Good Book: Reading the Bible with Mind and Heart and Sermons, publiziert von William Morrow & Company, 1996
- The Book of Wisdom for Daily Living, publiziert von William Morrow & Company, 1998
- The Good Life: Truths That Last in Times of Need, publiziert von HarperSanFrancisco
- Strength for the Journey: Biblical Wisdom for Daily Living, publiziert von HarperSanFrancisco, 2003
- The Backward Glance and the Forward Look, publiziert von WordTech, 2005